# Гасанов, Руфат Рауфович
Руфат Рауфович Гасанов (24 апреля 1987, Баку, Азербайджан) — азербайджанский кинорежиссёр, член Европейской киноакадемии.

## Биография
Родился 24 апреля 1987 года в Баку.
Проучившись два года в Бакинском государственном университете, на факультете востоковедения, понял, что хочет чего-то другого. В 2009 году закончил Бэйтс колледж в Льюистоне (США), где, помимо прочих, прослушал курс лекций известного художника Уильяма Поупа Эл по истории театра и риторике. Работал на нью-йоркском интернет-телеканале Vbs.tv, где креативным директором в тот момент служил Спайк Джонз.
В 2010 году, вернувшись из США, принял участие в работе второй Международной летней киношколы ВГИКа, в рамках которой снял документальный фильм «O, Sortie!» об истории знаменитого ростовского туалета на Газетном. Этот фильм получил Специальный Приз профессионального жюри киношколы.
В 2012 году закончил Высшие курсы сценаристов и режиссёров (мастерская Владимира Фокина). Работал на телеканале «Дождь» режиссёром промо.
В 2013 году дебютный полнометражный художественный фильм Руфата Гасанова «Хамелеон», снятый в соавторстве с Эльвином Адыгозелом, вошёл в параллельную конкурсную программу «Режиссёры настоящего» Локарнского международного фестиваля.
Заявка второго полнометражного фильма Руфата Гасанова «На север» вошла в число 18 полнометражных игровых проектов, отобранных из 150 заявок на участие в международном Московском форуме копродукции — 2013.
С 2013 по 2017 год работал режиссером в вильнюсской продакшн-компании «Lupa Q», режиссером монтажа в московской студии Lemon Films Бакура Бакурадзе. С 2017 года работал режиссером киностудии «Азербайджанфильм», до 2020 года возглавлял киностудию «Дебют». В августе 2020 года был назначен начальником отдела кинематографии Министерства культуры Азербайджанской Республики.
В августе 2020 года полнометражный фильм Руфата Гасанова «Внутренний остров» («The Island Within») получил приз «Сердце Сараево» за лучшую режиссёрскую работу на Сараевском международном кинофестивале. В ноябре 2021 года «Внутренний остров» был выдвинут Союзом кинематографистов Азербайджана на 94-ю премию «Оскар» в номинации «Лучший фильм на иностранном языке».
В июле 2023 года Руфат Гасанов был назначен исполняющим обязанности главы Агентства кино Азербайджанской Республики.

## Фильмография
- 2020 — «Внутренний остров» / «The Island Within». Полнометр. худ. фильм, режиссёр.[16][18]
- 2014 — «Печаль моя светла». Короткометр. худ. фильм, режиссёр.[20]
- 2013 — «Хамелеон» / «Chameleon». Полнометр. худ. фильм, режиссёр (совм. с Э. Адыгозелом).[8][10][21][22]
- 2013 — «Интимные места». Режиссёр монтажа.[8][23][24][25]
- 2010 — «O, Sortie!». Док. фильм, режиссёр.[26][27][28]
- 2010 — «Force Majeure». Короткометр. худ. фильм, режиссёр.[6]
- 2006 — «Small Cup» (William Pope.L). Экспер. фильм, ассистент продюсера.

## Призы, награды
- 2020 — Приз «Сердце Сараево» за лучшую режиссёрскую работу. Фильм «Внутренний остров». Сараевский международный кинофестиваль.[16]
- 2010 — Специальный Приз профессионального жюри Международной летней киношколы ВГИКа. Документальный фильм «O, Sortie!».[28]